# سمافات

## سمافات: نگینی درخشان در قلب خراسان، قصیده‌ای از تاریخ و طبیعت
در دل استان خراسان بزرگ، آنجا که کوه‌های سر به فلک کشیده نهبندان، سرود استواری و پایداری را زمزمه می‌کنند، روستایی تاریخی به نام “سمافات” آرمیده است. سمافات، فراتر از یک نام، قصه‌ای است از تاریخ، فرهنگ، طبیعت بکر و مردمی که با دستان خود، زندگی را در دل صخره‌ها می‌رویانند. این روستا، با قدمتی که به دوران پیش از اسلام بازمی‌گردد، گنجینه‌ای ارزشمند از میراث نیاکانمان و نمادی از استقامت و پایداری است.
سمافات، همسایه تاریخ و فرهنگ:
در همسایگی روستاهای چهارفرسخ، بیچند و علی رئیس، سمافات همچون نگینی درخشان در میان انگشتر می‌درخشد. این همجواری، فرصتی بی‌نظیر برای تبادل فرهنگ‌ها و آیین‌ها فراهم آورده و سمافات را به کانون همبستگی و همدلی در منطقه بدل ساخته است. پیوند سمافات با روستای بزرگ چهارفرسخ، فراتر از یک همسایگی ساده است؛ اهالی این دو روستا، همچون یک روح در دو بدن، در غم و شادی یکدیگر شریک‌اند و پیوندی ناگسستنی میانشان برقرار است. آثار و نشانه‌های به‌جامانده از گذشته، گواهی روشن بر این همبستگی دیرینه و رونق و آبادانی این منطقه در طول تاریخ است.
سفری به اعماق تاریخ:
سمافات، ریشه‌های خود را در تاریخ این سرزمین، به اعماق دوران قبل از اسلام گره زده است. این روستا در طول قرن‌ها، شاهد فراز و نشیب‌های بسیاری بوده و همواره به‌عنوان یکی از نقاط مهم و آباد منطقه شناخته می‌شده است. بقایای قلعه تاریخی “لخکمر” که بر فراز کوهی به همین نام قرار دارد، گواهی بر این مدعاست.به گفته اهالی این قلعه که از طریق تونلی به روستا متصل بوده، در گذشته دژی مستحکم برای دفاع از سمافات در برابر حملات دشمنان بوده است.
طبیعتی سخاوتمند، آب و هوایی دلپذیر:
آب و هوای معتدل کوهستانی سمافات، این روستا را به مکانی دلپذیر برای زندگی و گردشگری تبدیل کرده است. در فصل بهار، دامنه‌های کوهستانی با فرش‌های رنگارنگ گل‌ها پوشیده می‌شود و عطر خوش گیاهان دارویی، مشام هر رهگذری را می‌نوازد. تابستان‌های خنک و دلپذیر سمافات، پناهگاهی امن از گرمای طاقت‌فرسای شهرهای کویری است. خاک حاصلخیز این منطقه، بستری مناسب برای رویش انواع محصولات کشاورزی فراهم آورده است.
برکت کشاورزی، حاصل دسترنج مردمان:
سمافات در گذشته، به برکت خاک حاصلخیز و آب فراوان، از رونق کشاورزی بسیاری برخوردار بوده است. گندم، جو، سبزیجات و انواع میوه‌های خوش‌طعم مانند هلو، زردآلو، پسته، بادام، سیب، توت و … از جمله محصولات اصلی این روستا بود که علاوه بر تأمین نیازهای محلی، به مناطق دیگر نیز صادر می‌شد. امروز نیز، مردمان سخت‌کوش سمافات، با وجود تمامی مشکلات و کمبودها، همچنان به شغل کشاورزی مشغول‌اند و با دستان خود، زندگی را در دل صخره‌ها می‌رویانند.
مردمانی باصفا، دلهایی مهربان:
اما سمافات تنها به تاریخ و طبیعت خود نمی‌نازد، بلکه قلب تپنده این روستا، مردمان باصفا، خونگرم و زحمت‌کش آن هستند. مهمان‌نوازی، صمیمیت و پایبندی به سنت‌ها، از ویژگی‌های بارز اهالی سمافات است. لبخندهایشان، گرمابخش هر دلی است و خاطره‌ای خوش از سفر به این روستا را در ذهن‌ها ماندگار می‌کند.
از شکوه گذشته تا امید به آینده:
در گذشته، سمافات جمعیتی بالغ بر ۵۰۰ نفر داشت که در فصل تابستان، به دلیل کوچ عشایر و ییلاق‌نشینان، این تعداد افزایش می‌یافت. اما متأسفانه، به دلیل مهاجرت به شهرهای بزرگ مانند مشهد، زاهدان، بیرجند و نهبندان، جمعیت روستا به حدود ۱۰۰ نفر کاهش یافته است. با این حال، نکته قابل توجه این است که بسیاری از این مهاجران، در شهرهای جدید به موفقیت‌های چشمگیری دست یافته‌اند و نام سمافات را در آن دیارها نیز بلند آوازه کرده‌اند. امید است با حمایت مسئولین و بازگشت جوانان، سمافات روزهای اوج خود را دوباره تجربه کند.
غزلی در وصف سمافات:
سمافات ای دیار دل، تویی آرام جان من
تویی نقش و نگار دل، به هر کنجی عیان من
ز کوه لخکمر بینم، شکوه و عزتت هر دم
تو ای تاریخ پنهان، تو ای راز نهان من
نسیمت عطر آزادی، هوایت پاک و رویایی
تویی شور جوانی، تویی نیروی روان من
مرا هرگز فراموشی، نگردد خاطرات تو
تو ای مأوای دیرینم، تو ای دارالامان من
سمافات ای نگین سبز، در آغوش کوهساران
همیشه جاودان باشی، تو ای فخر زمان من